# Mirosław Symanowicz
Mirosław Józef Symanowicz (ur. 31 października 1956 w Mułach) – polski samorządowiec i nauczyciel akademicki, w latach 1997–2006 prezydent Siedlec.

## Życiorys
Ukończył studia na Wydziale Chemiczno-Matematycznym Wyższej Szkoły Rolniczo-Pedagogicznej w Siedlcach. W 1987 uzyskał stopień doktora nauk chemicznych na Politechnice Łódzkiej. Specjalizuje się w chemii fizycznej i radiacyjnej.
Zawodowo związany z siedleckimi uczelniami. Pracował na Wydziale Nauk Ścisłych Uniwersytetu Przyrodniczo-Humanistycznego. Pełnił funkcję dziekana Wydziału Nauk Technicznych Wyższej Szkoły Finansów i Zarządzania w Siedlcach, przekształconej w Collegium Mazovia Innowacyjnej Szkoły Wyższej. Zajmował też stanowisko prorektora tej uczelni.
W 1990 po raz pierwszy został radnym miejskim z ramienia Komitetu Obywatelskiego. Mandat radnego wykonywał przez trzy kadencje, od 1990 sprawował funkcję przewodniczącego rady. W 1997 rada miasta powołała go na urząd prezydenta miasta (zastąpił Henryka Guta, którego mianowano wojewodą siedleckim). Po wyborach samorządowych w 1998 pozostał na tym stanowisku, zaś w 2002 wygrał pierwsze prezydenckie wybory bezpośrednie. W 2006 bez powodzenia ubiegał się o reelekcję, przegrywając w drugiej turze z kandydatem Prawa i Sprawiedliwości. Jednocześnie uzyskał po raz kolejny mandat radnego Siedlec, który wykonywał do 2010.
Na początku lat 90. związany z Kongresem Liberalno-Demokratycznym, kandydował z jego listy do Sejmu w 1991. Został później liderem lokalnego ugrupowania pod nazwą Siedleckie Towarzystwo Samorządowe. Działał też w Stowarzyszeniu „Mazowsze XXI”. Pełnił funkcję prezesa Siedleckiego Towarzystwa Budownictwa Społecznego, w 2019 został mianowany zastępcą wójta gminy Skórzec.

## Odznaczenia
Odznaczony Srebrnym (2005) i Brązowym (1998) Krzyżem Zasługi.